# Timi Hansen
Timi Holm „Grabber“ Hansen (* 28. Oktober 1958; † 4. November 2019) war ein dänischer Bassist. Hansen wurde als Mitglied der Bands Mercyful Fate und King Diamond bekannt.

## Werdegang
Mit King Diamond und Hank Shermann spielte er etwa ab 1981 zunächst in der Punk-Band Brats. Die Band löste sich selben Jahr auf und ihre Mitglieder gründeten Mercyful Fate. Hansen spielte außerdem in der Band Danger Zone.
Nach der zwischenzeitlichen Auflösung von Mercyful Fate im Jahre 1985 gehörte Hansen der Soloband von King Diamond an, verließ diese aber nach der Abigail-Tour. Daraufhin gründete Hansen zusammen mit Hank Shermann und Michael Denner die Band Lavina. 
Im Jahre 1993 reformierten sich Mercyful Fate. Nach dem Album In the Shadows verließ Hansen die Band 1994 erneut. 
Am 1. August 2019 gab King Diamond bekannt, dass Mercyful Fate auf dem Copenhell-Festival und einigen Tourkonzerten spielen würde, aber Hansen würde nicht teilnehmen und wurde durch Joey Vera ersetzt.
Hansen starb am 4. November 2019 an den Folgen einer Krebserkrankung.

## Diskografie

### Mit Brats
- 1980: Demo

### Mit Mercyful Fate
- 1983: Melissa
- 1984: Don’t Break the Oath
- 1993: In the Shadows

### Mit King Diamond
- 1986: Fatal Portrait
- 1987: Abigail

### Mit Danger Zone
- 1981: Demo I
- 1982: Demo II